# Jimmy Castor
Jimmy Castor (* 23. Juni 1940 in New York City; † 16. Januar 2012 in Las Vegas, Nevada) war ein US-amerikanischer Musiker.

## Leben
In der Jugend war Castor mit Frankie Lymon befreundet. Er schrieb den Titel I Promise to Remember, der 1956 ein Charthit für Lymon und seine Teenagers wurde. Als Lymon 1957 bei den Teenagers ausstieg, ersetzte ihn Castor, ohne dass sie an die erfolgreiche Zeit davor anknüpfen konnten. Ab 1960 ging er Solowege und war vor allem als Saxophonist und Studiomusiker erfolgreich. Er spielte z. B. bei Dave Cortez’ Hit Rinky Dink und Little Evas The Loco-Motion. Daneben veröffentlichte er auch eigene Aufnahmen. Mit dem Instrumental Hey Leroy, Your Mama’s Callin’ You hatte er 1967 einen Top-40-Hit.
Anfang der 70er Jahre entstand The Jimmy Castor Bunch, die mit funkigen Novelty-Songs einige Erfolge hatten. Ihr erster Hit It’s Just Begun aus dem Jahr 1972 war zwar kein Charthit, gehört aber zu den Klassikern, was Hip-Hop-Samples angeht. Es folgte der Troglodyte (Cave Man), ein skurriler Höhlenmenschensong, der in den USA Platz 6 der Billboard-Charts und Platz 4 der R&B-Charts erreichte und ein Millionenseller war. Der als Einleitung gesprochene Satz „What we’re gonna do right here is go back, way back, back into time“ ist sehr bekannt und wird von Musiksendern gerne verwendet, wenn es um Oldies oder Musikrückblicke geht. Mit dem Bertha Butt Boogie und King Kong hatte Castor und sein „Bunch“ noch zwei weitere große Hits, die in der Art von Troglodyte gemacht waren. Bis Ende der 70er war er in den US-Charts erfolgreich, ab 1976 auch ohne seine Begleitband, danach ließ der Erfolg deutlich nach.
1988 wurde man durch das Duett Love Makes a Woman mit Joyce Sims noch einmal auf ihn aufmerksam. Später stieg er wieder bei den Teenagers ein, die weiterhin existierten, und trat mit ihnen bis Mitte der 90er auf.

## Diskografie
Alben
- Hey Leroy (1967)
- It’s Just Begun (1972)
- Phase Two (1972)
- Dimension III (1973)
- The Everything Man (1973)
- Butt of Course (1975)
- Supersound (1975)
- E Man Groovin’ (1976)
- Maximum Stimulation (1977)

Singles
- Hey, Leroy, Your Mama’s Callin’ You (1967)
- Troglodyte (Cave Man) (1972)
- Luther the Anthropoid (Ape Man) (1973)
- Soul Serenade (1973)
- King Kong – Pt. I (1975)
- Potential (1975)
- The Bertha Butt Boogie – Part 1 (1975)
- Bom Bom (1976)
- Supersound (1976)
- Space Age (1977)
- I Love a Mellow Android (1977)
- Maximum Stimulation (1978)
- Don’t Do That! (1979)
- It Gets to Me (1985)
- Love Makes a Woman (mit Joyce Sims, 1986)